# Lethariella cashmeriana
Lethariella cashmeriana är en lavart som beskrevs av Krog. Lethariella cashmeriana ingår i släktet Lethariella och familjen Parmeliaceae.   Inga underarter finns listade i Catalogue of Life.